# Hermann Wiedemann
Hermann Wiedemann (1879 - Viena, 1 de gener de 1944) fou un baríton alemany.
Va debutar a Elberfeld l'any 1904 i, durant la dècada següent, va construir la seva carrera amb actuacions a Brno i Hamburg, on el 1912 va participar en l'estrena de l'òpera Die Brautwahl de Ferruccio Busoni. El 1916 s'incorporà a la Hofoper de Viena, on dos anys més tard formà part de l'estrena alemanya de Jenůfa. Va ser una presència regular al festival de Salzburg fins al 1941, especialment reconegut per les seves interpretacions de Faninal i de Beckmesser, aquest últim en les funcions de Die Meistersinger dirigides per Arturo Toscanini el 1937. Va tenir una trajectòria destacada també a Sopot, a Buenos Aires, a Múnic i a la Berlin Hofoper, amb èxits en papers com Guglielmo i Alberich, així com en repertori italià. Les seves úniques aparicions al Covent Garden tingueren lloc el 1913, com a Faninal en l'estrena londinenca de Der Rosenkavalier, i el 1938, com a Beckmesser.
Va cantar diverses temporades al Gran Teatre del Liceu de Barcelona.